# Kanonenjagdpanzer
Kanonenjagdpanzer (также известный как Jagdpanzer Kanone 90mm или Kanonenjagdpanzer 4 — 5) — немецкий истребитель танков периода Холодной войны, вооруженный 90 мм противотанковым орудием, созданным на базе орудия снятых с вооружения танков M47 Patton.

## История
Первые прототипы Kanonenjagdpanzer были построены в 1960 году Hanomag и Henschel для ФРГ, а также MOWAG для Швейцарии. Hanomag и Henschel продолжали производство машин вплоть до конца 1966 — начала 1967, всего было построено 770 машин для Бундесвер, 385 производства Hanomag и 385 производства Henschel. Также с апреля 1975 года 80 машин было отправлено в Бельгию.
После принятия на вооружение советской армией основных боевых танков Т-64 и Т-72, Kanonenjagdpanzer оказался неспособен вести бой на дальних дистанциях, что привело к моральному устареванию данной машины. Хотя производители утверждали, что возможно перевооружение САУ 105 мм орудием, в период с 1983 по 1985 года 163 машины были переделаны в противотанковые ракетные установки Raketenjagdpanzer Jaguar 2, путём удаления орудия и размещения на крыше пусковой установки ракет TOW, а также закрепления дополнительных листов композитной брони на корпусе. Часть САУ была переоборудована в артиллерийские машины наблюдения и связи путём удаления орудия, которые в дальнейшем служили преимущественно в минометных подразделениях. Некоторые Kanonenjagdpanzer оставались на вооружении в частях Heimatschutztruppe до 1990.

## Описание конструкции

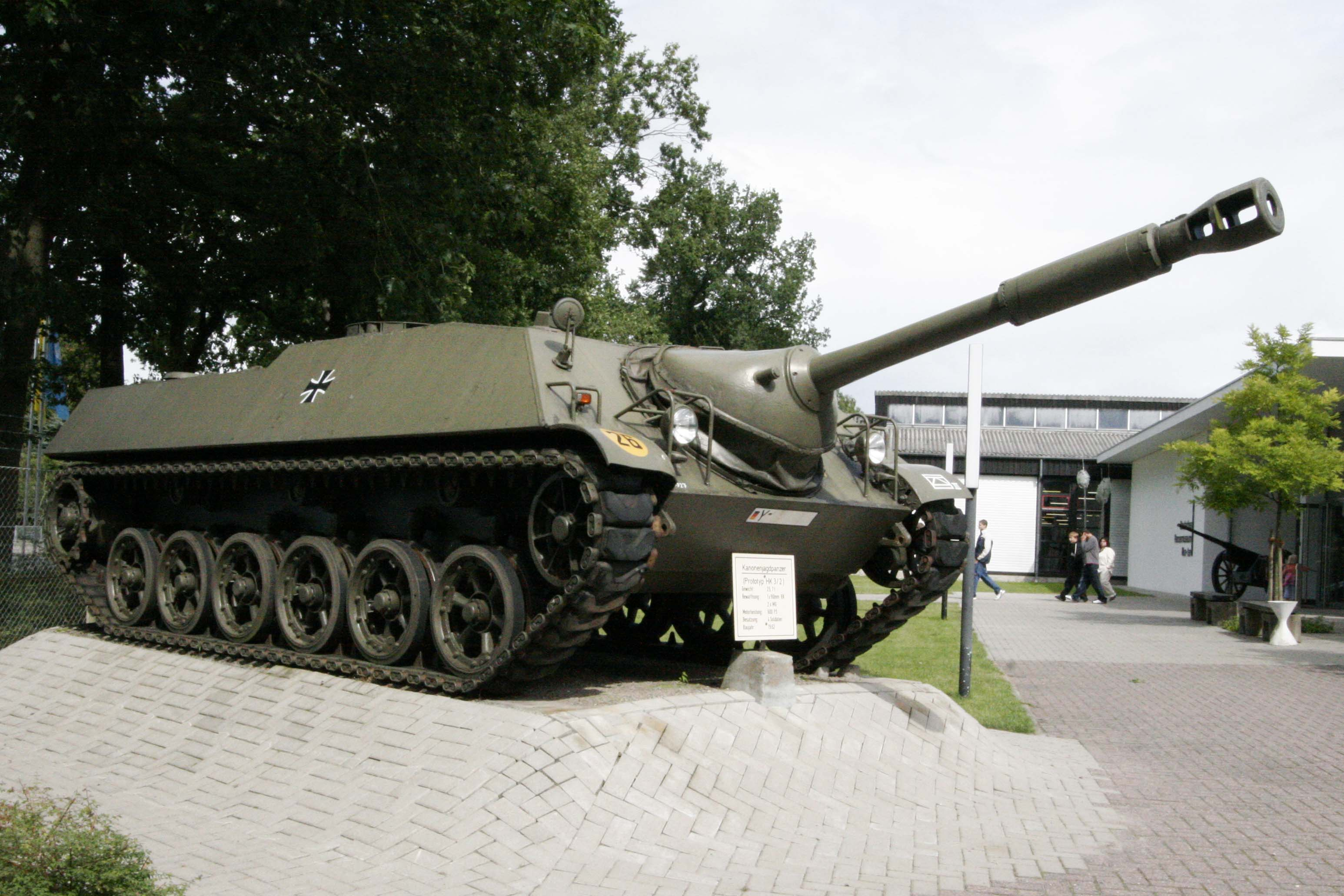
Kanonenjagdpanzer Prototype

Kanonenjagdpanzer была высокомобильной САУ, выживаемость на поле боя обеспечивалась за счет мобильности и низкого профиля.
Корпус машины состоял из сваренных листов стали, максимальная толщина которых доходила до 50 мм. Экипаж состоял из командира, механика-водителя, наводчика и заряжающего. Устройство боевого отделения Kanonenjagdpanzer было аналогично большинству истребителей танков Второй Мировой войны, орудие устанавливалось в неподвижной рубке, немного справа от центра. Углы наводки составляли 15° по горизонтали и −8°…+15° по вертикали. Боекомплект составлял 51 снаряд для главного орудия и 4000 патронов для пулеметов. САУ имела защиту от ОМП и приборы ночного видения.

## Операторы
- ФРГ — На вооружении Бундесвера находилось 770 Kanonenjagdpanzer
- Бельгия — На вооружении бельгийской армии с 1975 года и по начало 1990-х состояло 80 немного модифицированных Kanonenjagdpanzer

## Машины на базе
- Spähpanzer Ru 251 — разведывательный танк, построенный на базе Kanonenjagdpanzer по программе замены устаревших M41. Не была выпущена в серийное производство. Количество выпущенных танков неизвестно.